# Šumiac
Šumiac este o comună slovacă, aflată în districtul Brezno din regiunea Banská Bystrica. Localitatea se află la altitudinea de 841 m deasupra n.m., se întinde pe o suprafață de 81,76 km2 și în 2017 număra 1.272 de locuitori.

## Istoric
Localitatea Šumiac este atestată documentar din 1573.

## Demografie
| An:                | 1994 | 2004   | 2014   | 2024   |
| ------------------ | ---- | ------ | ------ | ------ |
| Număr de persoane: | 1558 | 1415   | 1290   | 1309   |
| Diferență:         |      | −9,17% | −8,83% | +1,47% |

| An:                | 2023 | 2024   |
| ------------------ | ---- | ------ |
| Număr de persoane: | 1310 | 1309   |
| Diferență:         |      | −0,07% |